# Verbesina mexicana
Verbesina mexicana là một loài thực vật có hoa trong họ Cúc. Loài này được Cerv. ex DC. miêu tả khoa học đầu tiên năm 1836.